# Nissan Trade
Nissan Trade var en lille varebil bygget af det spanske Nissan Motor Ibérica mellem 1987 og 2004.

## Historie
Nissan havde i 1979 købt dele af den spanske bilfabrikant Ebro. Efter at Nissan i 1987 havde overtaget hele Ebro blev Ebros bilmodeller videreført under nye navne og under varemærket Nissan. Nissan Trade var derved efterfølgeren for Ebro F-serien, som oprindeligt var en licenskopi af Alfa Romeo Romeo fra 1954.

## Versioner
Trade fandtes som chassis, ladvogn, dobbeltkabineladvogn med lang akselafstand, minibus, kassevogn og minibus/kassevogn med lang akselafstand og højt tag. På grund af den forældede teknik (ingen airbag, ingen ABS og korte serviceintervaller) var Trade ikke ret eftertragtet på det europæiske marked. I 1993 fandtes Trade med en 2,8-liters sekscylindret turbodieselmotor med 63 kW (86 hk). I 1995 fulgte en 3,0-liters firecylindret turbodiesel med direkte indsprøjtning, intercooler og 78 kW (106 hk) fra Nissan Patrol, som i 1997 blev suppleret med en 2,5-liters turbodiesel med direkte indsprøjtning og 55 kW (75 hk).
I 2001 indstilledes produktionen og salget af kassevogn, minibus og dobbeltkabineladvogn. Chassis og enkeltkabineladvogn fortsatte dog i produktion frem til 2004, men solgtes dog kun i Spanien. Samlet set blev forbilledet, Alfa Romeo Romeo, i teknisk og optisk modificeret form bygget i mere end 50 år. Efterfølgeren Nissan Interstar kom på markedet i 2002.